# Liste de quartiers d'affaires
Cet article présente une liste des quartiers d'affaires à travers le monde.

## Afrique

### Algérie

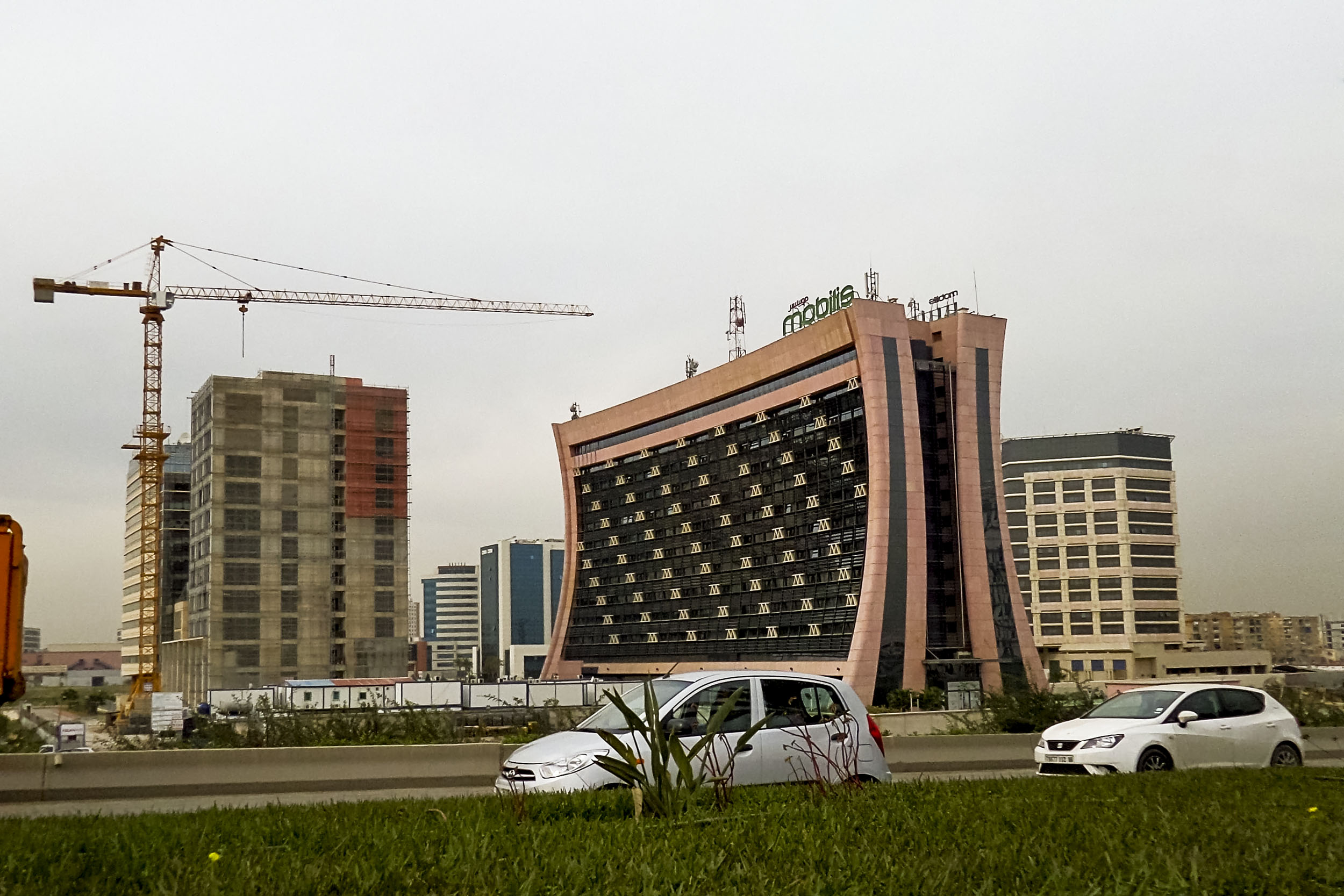
Quartier des affaires de Bab Ezzouar (Alger).

- Quartier d'affaires de Bab Ezzouar

### Afrique du Sud
Johannesburg, le Cap et Durban

### Tunisie
Tunis

### Égypte
Le Caire et Alexandrie

### Maroc
Casablanca

### République démocratique du Congo

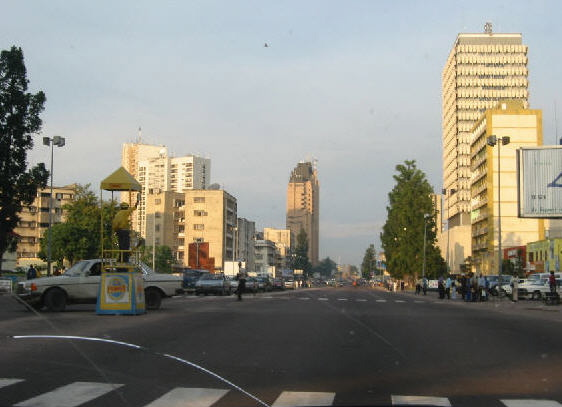
Quartier d'affaires de La Gombe (Kinshasa).

Kinshasa

### Autres
On trouve dans des grandes villes ou moyennes des quartiers d'affaires (Lagos) Dakar, Abidjan)

## Amériques

### Brésil
- Brasilia, Axe monumental
- Rio de Janeiro, Centro
- São Paulo, Avenida Paulista

### Canada

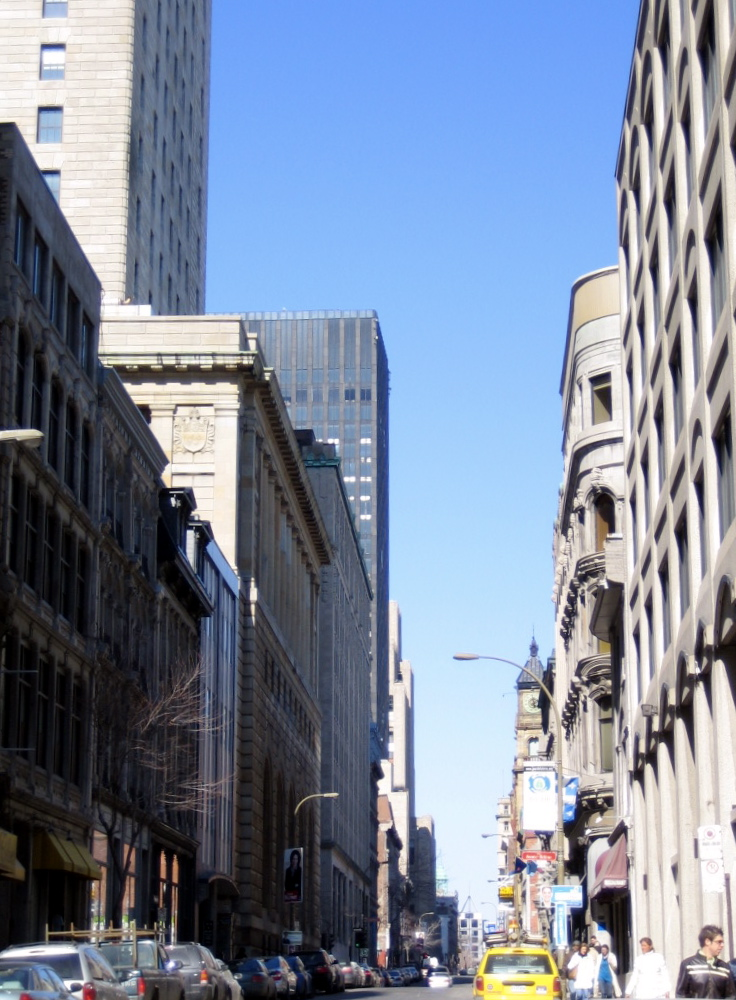
La Rue Saint-Jacques, Montréal

- Montréal, Rue Saint-Jacques
- Toronto
  - Bay Street
  - Financial District
- Vancouver, Downtown Vancouver

### Chili
- Sanhattan, Santiago du Chili

### États-Unis

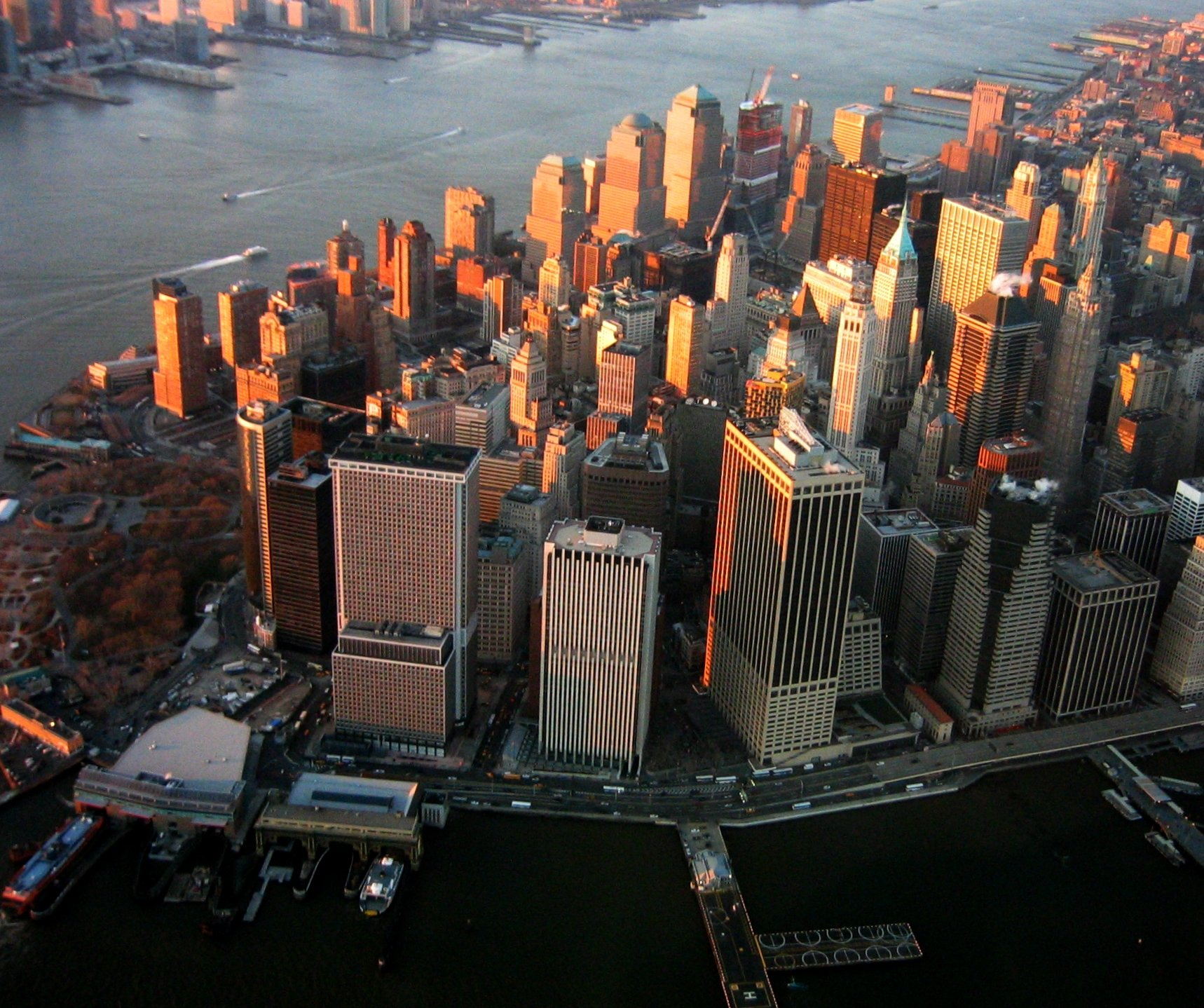
Vue aérienne de Financial District, New York

- New York
  - Midtown
  - Financial District
- Chicago
  - Downtown Chicago
  - The Loop
- Miami
  - Downtown Miami
- Los Angeles
  - Downtown Los Angeles
- Houston
  - Financial District
- Jacksonville
  - Downtown Jacksonville
  - Laura Street

### Mexique
- Mexico :
  - Paseo de la Reforma
  - Santa Fe

### Pérou
- Lima
  - La Victoria
  - San Isidro

## Asie

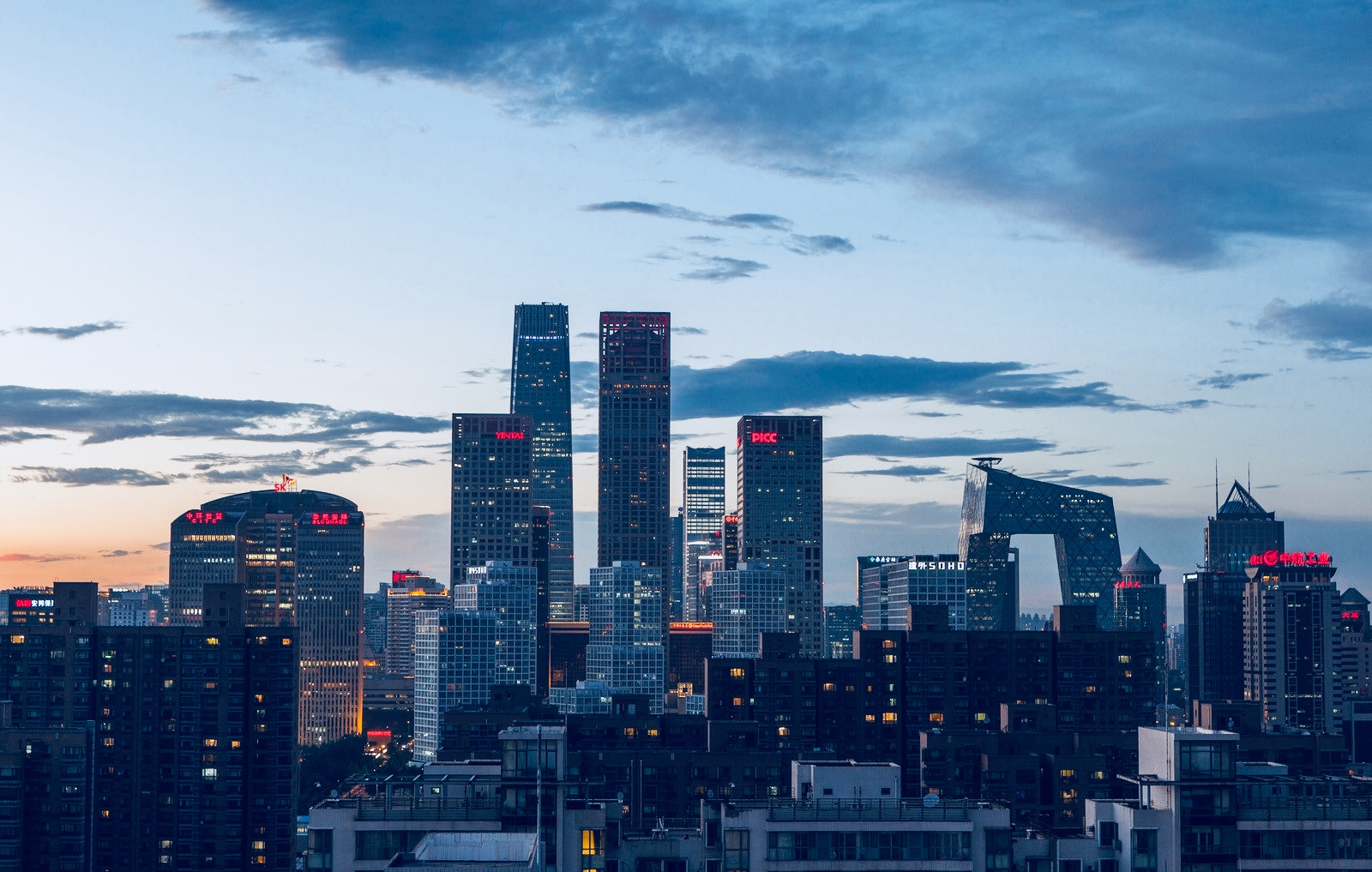
Beijing CBD, Guomao

### Chine

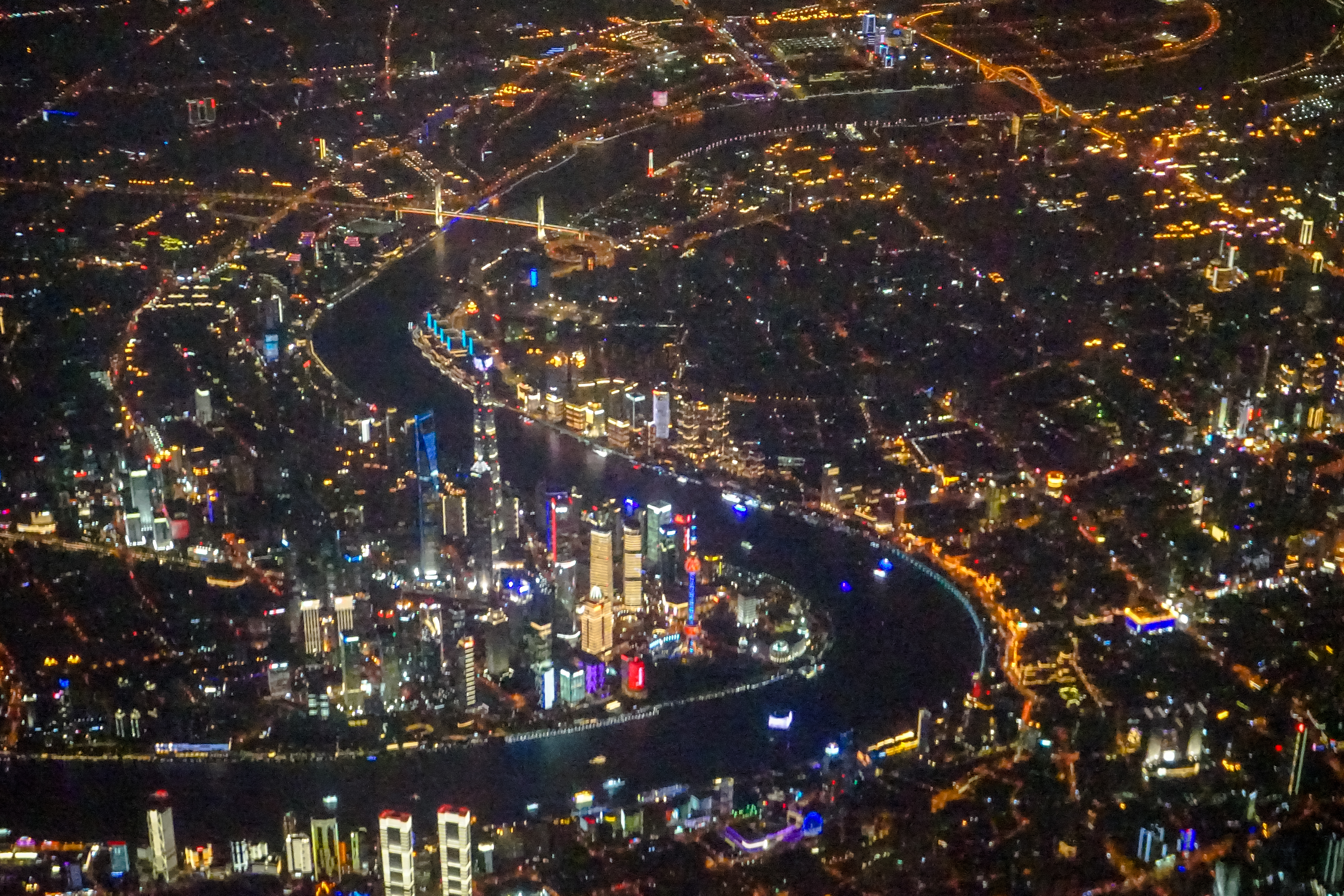
Vue aérienne du quartier d'affaires de Lujiazui, à Shanghai

- Canton, Zhujiang New Town
- Pékin :
  - Guomao, Chaoyang
  - Rue de la Finance
  - Lize

- Guangzhou, Tianhe
- Shanghai, Lujiazui
- Shenzhen, Futian

### Corée du Sud
- Séoul, Gangnam-gu

### Émirats arabes unis
- Dubaï
  - Business Bay
  - Downtown Dubai

### Hong Kong

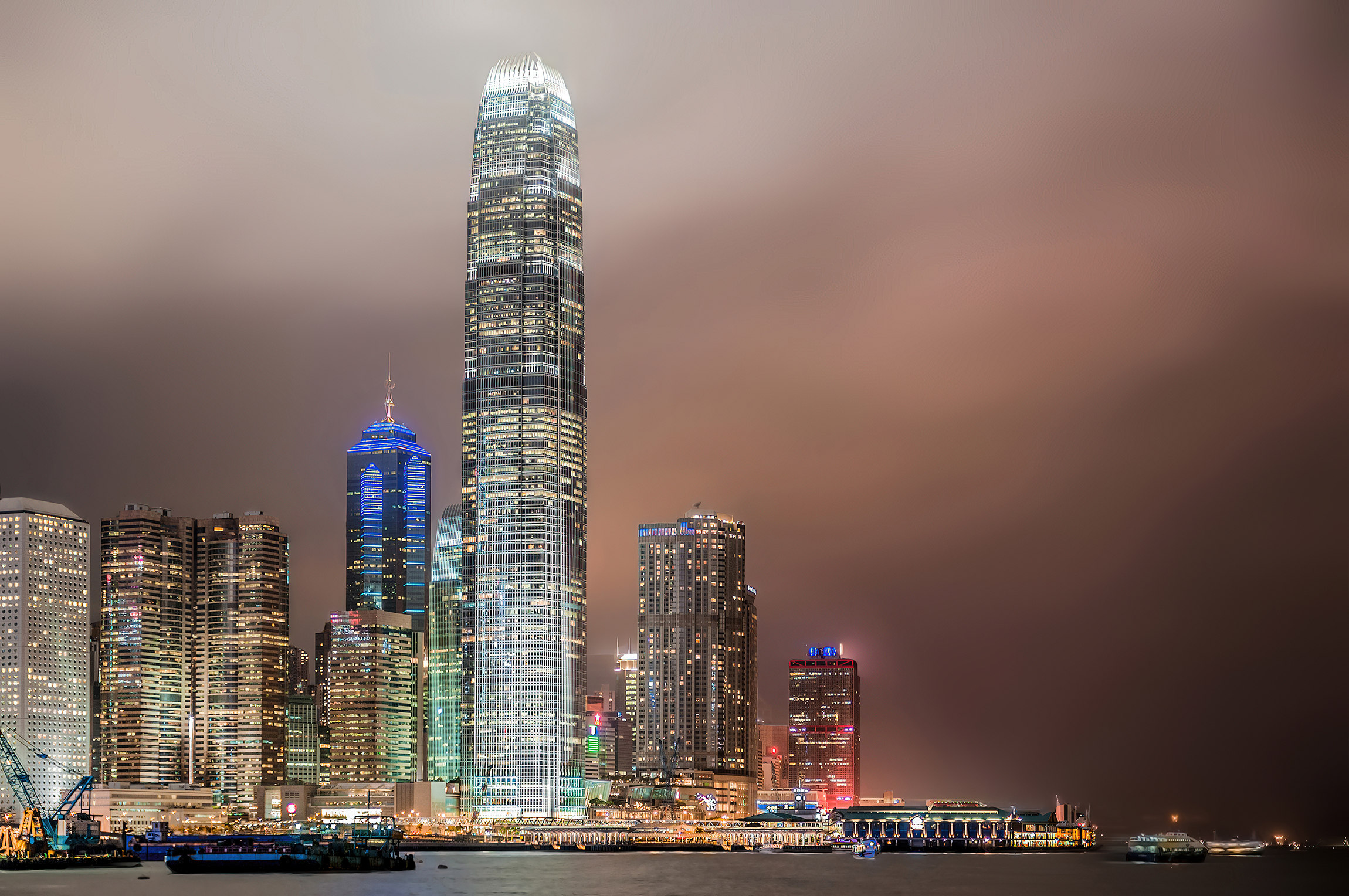
Hong Kong Central

- Hong Kong, Central

### Japon

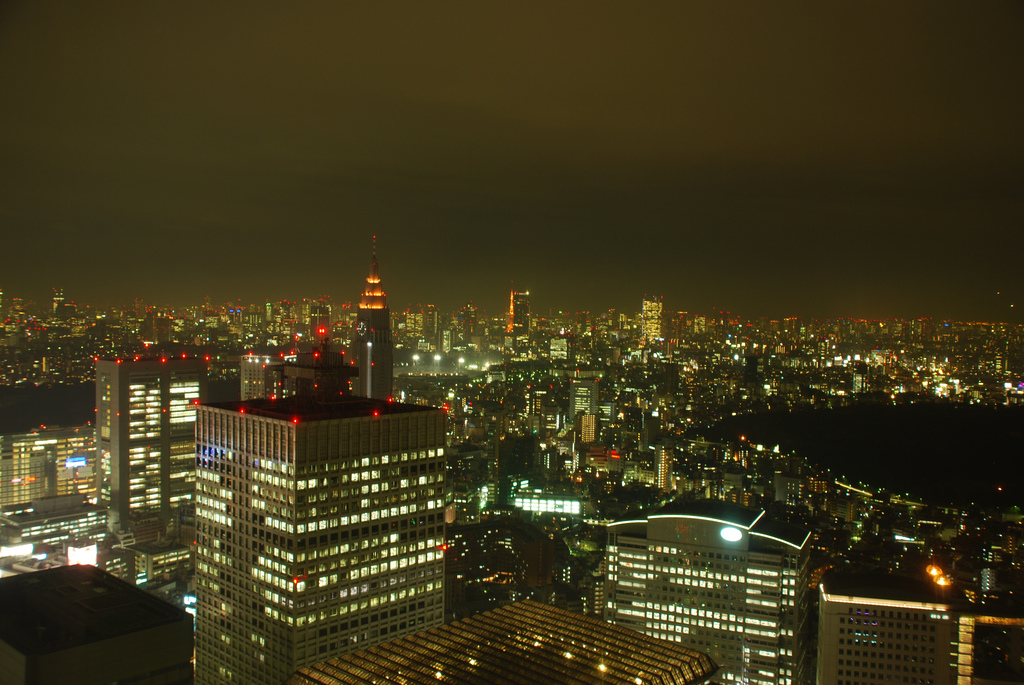
Gratte-ciels de Shinjuku à Tokyo

- Tokyo :
  - Shinjuku
  - Marunouchi
- Osaka :
  - Umeda
  - Osaka Business Park, Chūō-ku
- Nagoya :
  - Meieki
  - Naka-ku（Fushimi・Bourse de Nagoya）

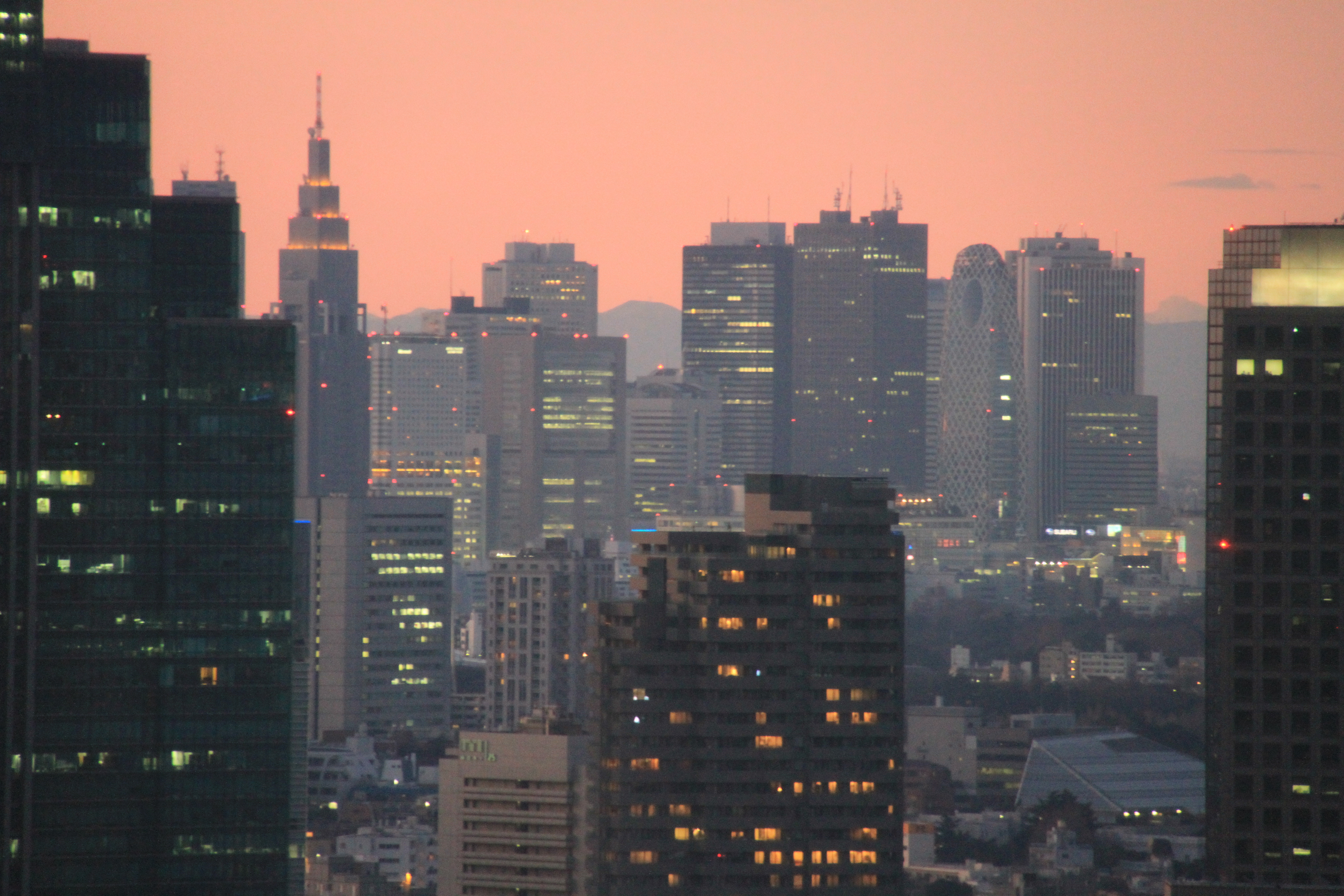
Tokyo（Shinjuku）
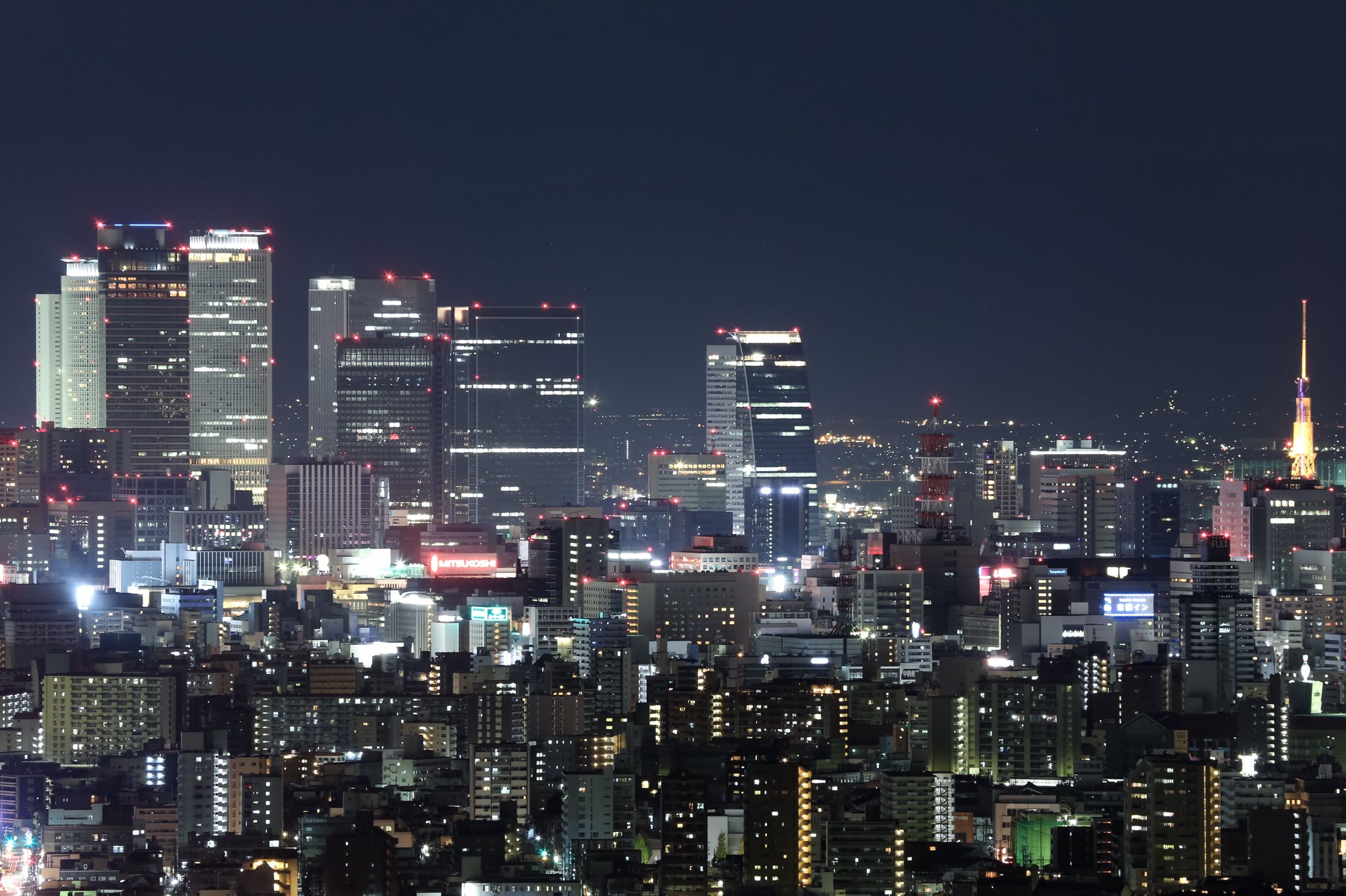
Nagoya（Meieki）
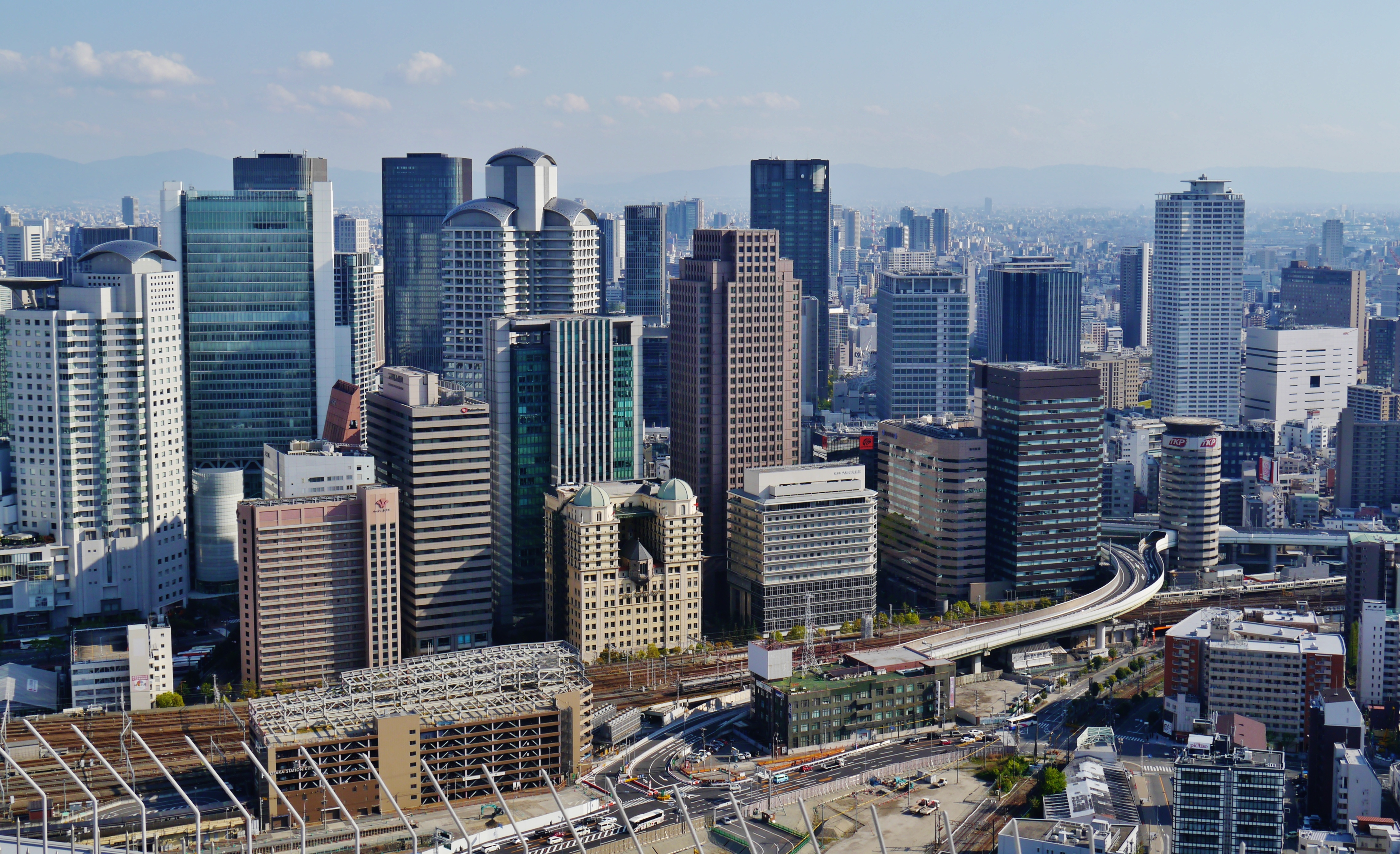
Osaka（Umeda）

### Singapour
- Raffles Place

### Taïwan
- Taipei:
  - Xinyi
- Nouveau Taipei:
  - Banqiao
- Taichung

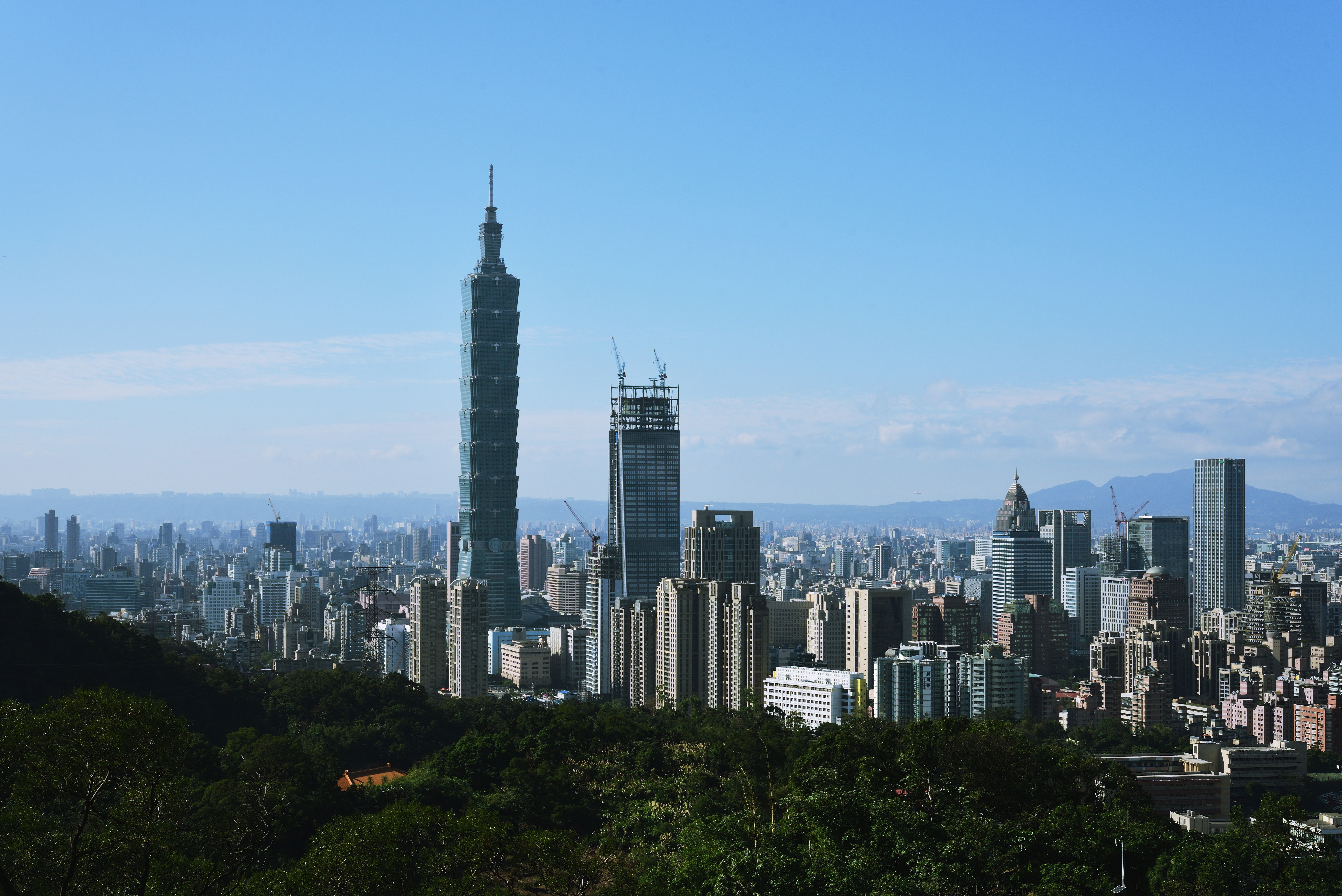
Gratte-ciels du district de Xinyi à Taipei, Taïwan.

  - 7e zone de réaménagement de Taichung
- Kaohsiung:
  - Asia New Bay Area

### Turquie
- Istanbul, Istanbul Financial Center

## Europe

### Allemagne
- Francfort-sur-le-Main
  - Mainhattan

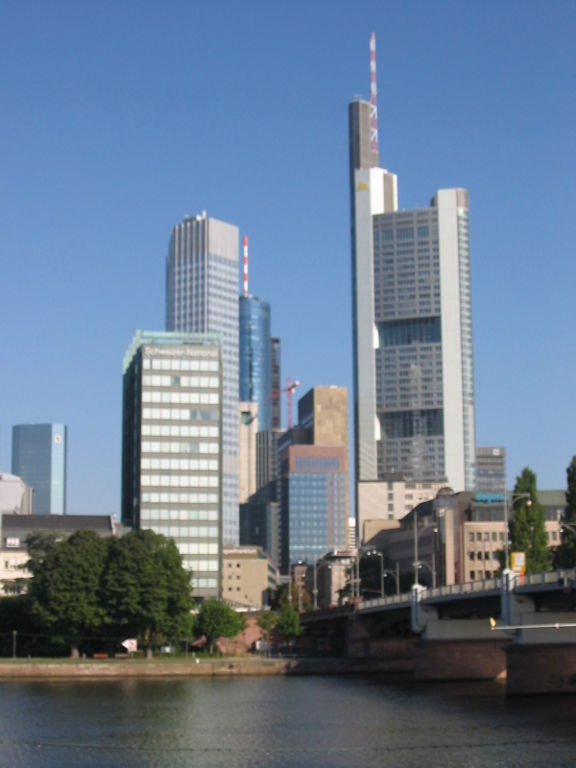
Bankenviertel à Francfort

  - Quartier d'affaires de Francfort (Bankenviertel)
- Berlin, Potsdamer Platz

### Belgique
- Bruxelles :
  - Quartier Léopold
  - Quartier Nord 1 200 000 m2 de bureaux

### Espagne

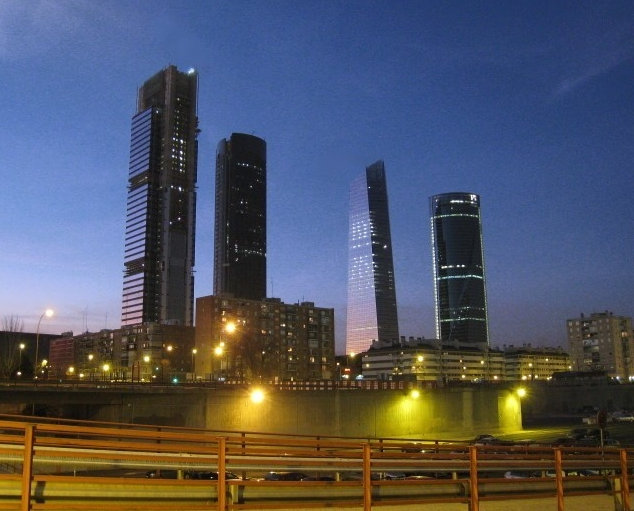
Cuatro Torres Business Areade Madrid

- Barcelone, 22@

- Madrid : 
  - AZCA / Nuevos Ministerios
  - CTBA

### France

#### Auvergne-Rhône-Alpes

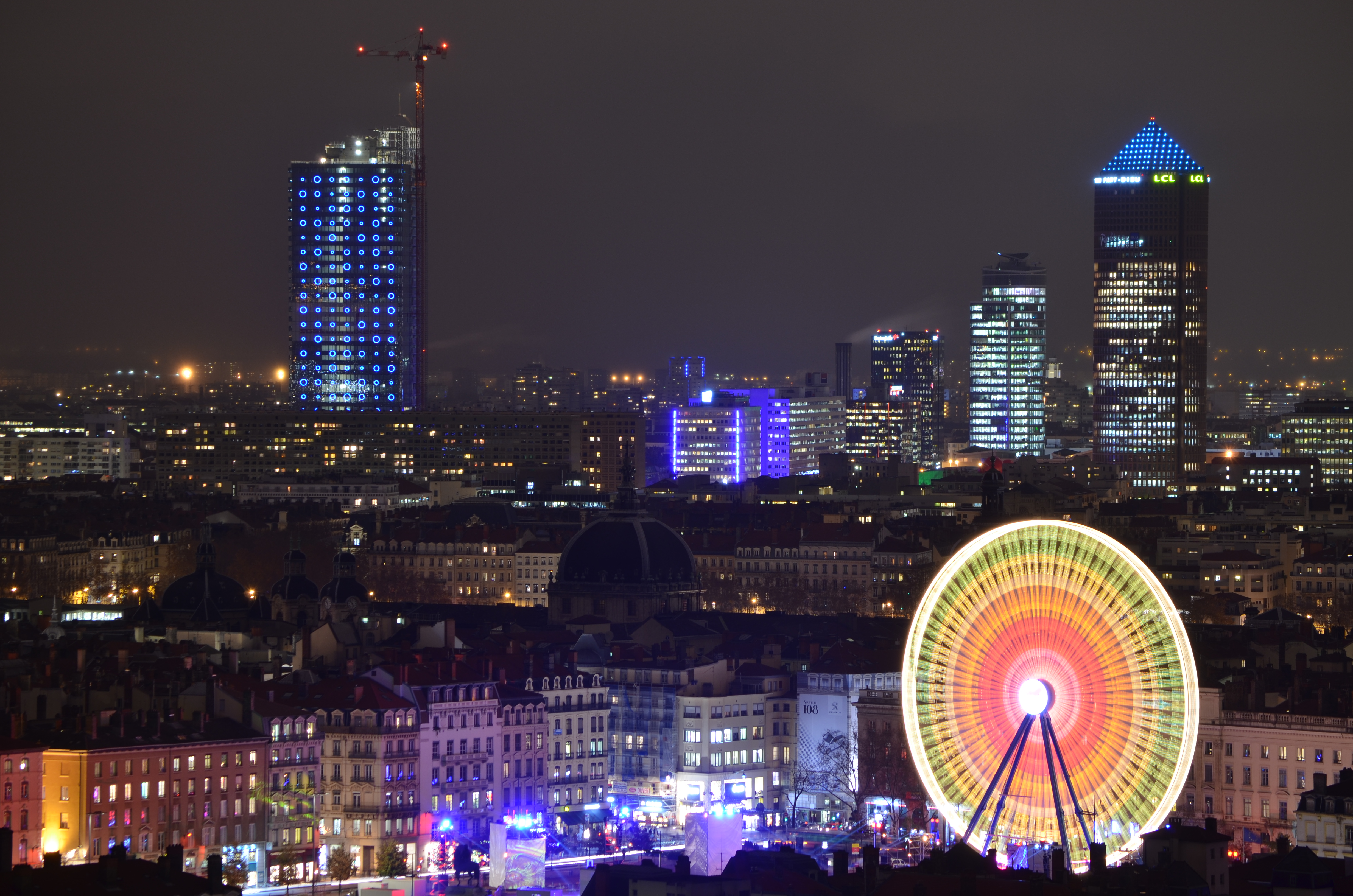
La Part-Dieu à Lyon.

- Lyon, La Part-Dieu, 2e quartier d'affaires en France et le premier de province compte près de 1 600 000 m2 (1 700 000 m2 prévus pour 2020).
- Grenoble, Europole, 205 000 m2 de bureaux
- Saint-Étienne, Châteaucreux, 250 000 m2 de bureaux

#### Bourgogne-Franche-Comté
- Besançon :
  - Temis
- Dijon :
  - Clemenceau, également surnommée la "City dijonnaise" avec 47 000 m2 de bureaux, ainsi que le Palais des Congrès et des Expositions de 31 000 m2[1] et l'Auditorium de 15 000 m2[2].
  - L'Ecopôle Valmy, 150 000 m2 actuellement, plus de 300 000 m2 à terme[3].

#### Bretagne
- Rennes :
  - EuroRennes, 400 000 m2 de bureaux en projet
  - La Courrouze, secteur Dominos, 115 000 m2 à terme

#### Centre-Val de Loire
- Orléans :
  - Interives, 64 000 m2 de bureaux en projet[4]
- Tours
  - Tours Nord–Aéronef, 30 000 m2 de bureaux[5]
  - Les 2-Lions, 20 hectares de parcs d’activités et 5 000 m2 de bureaux neufs en projet
  - Saint-Pierre-des-Corps, 4 800 m2 de bureau
  - Saint-Avertin

#### Grand Est
- Strasbourg, les quartiers du Wacken et Européen comptent 450 000 m2 de bureaux
- Mulhouse :
  - le quartier Europe compte 200 000 m2 de bureaux
  - le Parc des Collines aux Coteaux : 86 hectares
  - le Technopole (Parc de la Mer Rouge) : 150 hectares
  - le site DMC
  - le quartier Gare, où 50 000 m2 de bureaux sont prévus d'ici à 2025
- Metz, le quartier de l'Amphithéâtre avec 137 000 m2 de bureaux et commerces et la Nouvelle Ville.
- Nancy, le quartier Saint Nicolas - Charles III avec les tours Thiers, Joffre, le centre Saint Sébastien et le quartier de la Croix de Bourgogne.

#### Hauts-de-France
- Amiens, Gare - La Vallée (projet de quartier mixte de 400 000 m2 dont 175 000 m2 de bureaux d'ici 2020)
- Dunkerque, Le Quai de Leith : 6 000 m2 de bureaux
- Lille, Euralille, 3e quartier d'affaires de France avec 1 120 000 m2 de bureaux.

#### Île-de-France
- Paris :
  - Montparnasse 400 000 m2
  - Bercy/Gare de Lyon : 550 000 m2
  - Bourse/QCA avec 6 500 000 m2
  - Paris Rive Gauche : 500 000 m2
- La Défense, avec 3 450 000 m2 de bureaux est le 1er quartier d'affaires d'Europe.
- Saint-Denis, Pleyel : 250 000 m2

Quartier d'affaires de La Défense

- Saint-Quentin en Yvelines, 600 000 m2
- Issy-les-Moulineaux/Paris XVe, Balard-Val de Seine : 1 000 000 m2[6]
- Vélizy-Villacoublay, Inovel Parc : 450 000 m2
- Nanterre Préfecture, 500 000 m2
- Clichy Clichy- Saint Ouen Victor-Hugo, 400 000 m2
- Fontenay-sous-Bois, Val de Fontenay : 300 000 m2
- Noisy-le-Grand, Mont d'Est : 350 000 m2
- Le Plessis-Robinson, La Boursidière
- Noveos, le parc d'affaires Paris Sud-Ouest est le 4e pôle économique des Hauts-de-Seine (92), implanté sur les communes du Plessis-Robinson et de Clamart : 250 000 m2
- Saint-Denis, stade de France : 600 000 m2
- Bas Montreuil : 400 000 m2
- Massy Atlantis : 350 000 m2
- Evry-Courcouronnes : 300 000 m2
- Boulogne-Billancourt, Rives de Seine : 300 000 m2
- Neuilly-sur-Seine, Charles de Gaulle : 300 000 m2
- Porte d'Aubervilliers : 300 000 m2
- Parc Icade de Rungis : 250 000 m2
- Nanterre Champs Pierreux : 250 000 m2[7]
- Les Bruyères (Courbevoie) : 250 000 m2
- Quai Galleni, (Suresnes/Puteaux) : 250 000 m2
- Point du Jour (Boulogne Billancourt/Paris) : 250 000 m2[8]
- Rueil-sur-Seine (anciennement Rueil 2000) : 300 000 m2

#### Normandie
- Rouen
  - Saint-Sever, 300 000 m2 de bureaux, puis entre 400 000 m2 et 450 000 m2 à terme.
  - Luciline, 27 000 m2 de bureaux, puis 50 000 m2 de bureaux à terme.
- Isneauville, la Ronce, 50 000 m2 de bureaux, puis 165 000 m2 de bureaux à terme.
- Caen
- Rives de l'Orne, superficie du quartier 750 ha = 7,5 km2

#### Nouvelle-Aquitaine
- Bordeaux :
  - Mériadeck, compte 270 000 m2 de bureaux
  - Euratlantique, 500 000 m2 de bureaux en projet

#### Occitanie
- Montpellier :
  - Cambacérès, quartier en projet proche de la Gare de Montpellier-Sud-de-France. 130 000 m2 de bureaux.
  - Millénaire, 100 000 m2 de bureaux.
- Toulouse :
  - Compans-Caffarelli, compte 200 000 m2 de bureaux.
  - Grand Matabiau, création de 500 000m² dont 350 000 m2 de bureaux et services de 2021 à 2035.
  - Montaudran-Aerospace, 190 000 m2 de bureaux et plateforme de recherche en Aéronautique, Espace et Systèmes embarqués. Création dès 2013.
- Labège :
  - Enova, anciennement Innopole, compte 280 000 m2 de bureaux.

#### Pays de la Loire
- Nantes, Euronantes, 7e pôle d'affaires de France avec 500 000 m2 de bureaux (dont 200 000 m2 à construire d'ici à 2015[9])
- Angers :
  - Gare +, 70 000 m2 de bureaux en 2012 sur le côté sud
  - Saint-Serge[10], 30 000 m2 de bureaux
- Le Mans :
  - Novaxis, 150 000 m2 de bureaux
  - Novaxud, 100 000 m2 de bureaux prévus pour 2012
  - quartier Gare Nord
  - Porte de l'Océane

#### Provence-Alpes-Côte d'Azur
- Marseille, Euroméditerranée, 4e quartier d'affaires en France avec 720 000 m2 de bureaux réalisés, 4 660 entreprises et 47 700 emplois directs sur le périmètre.
- Nice, le quartier de l'Arenas compte actuellement 350 000 m2 de bureaux.

### Irlande
- Dublin, International Financial Services Centre

### Italie

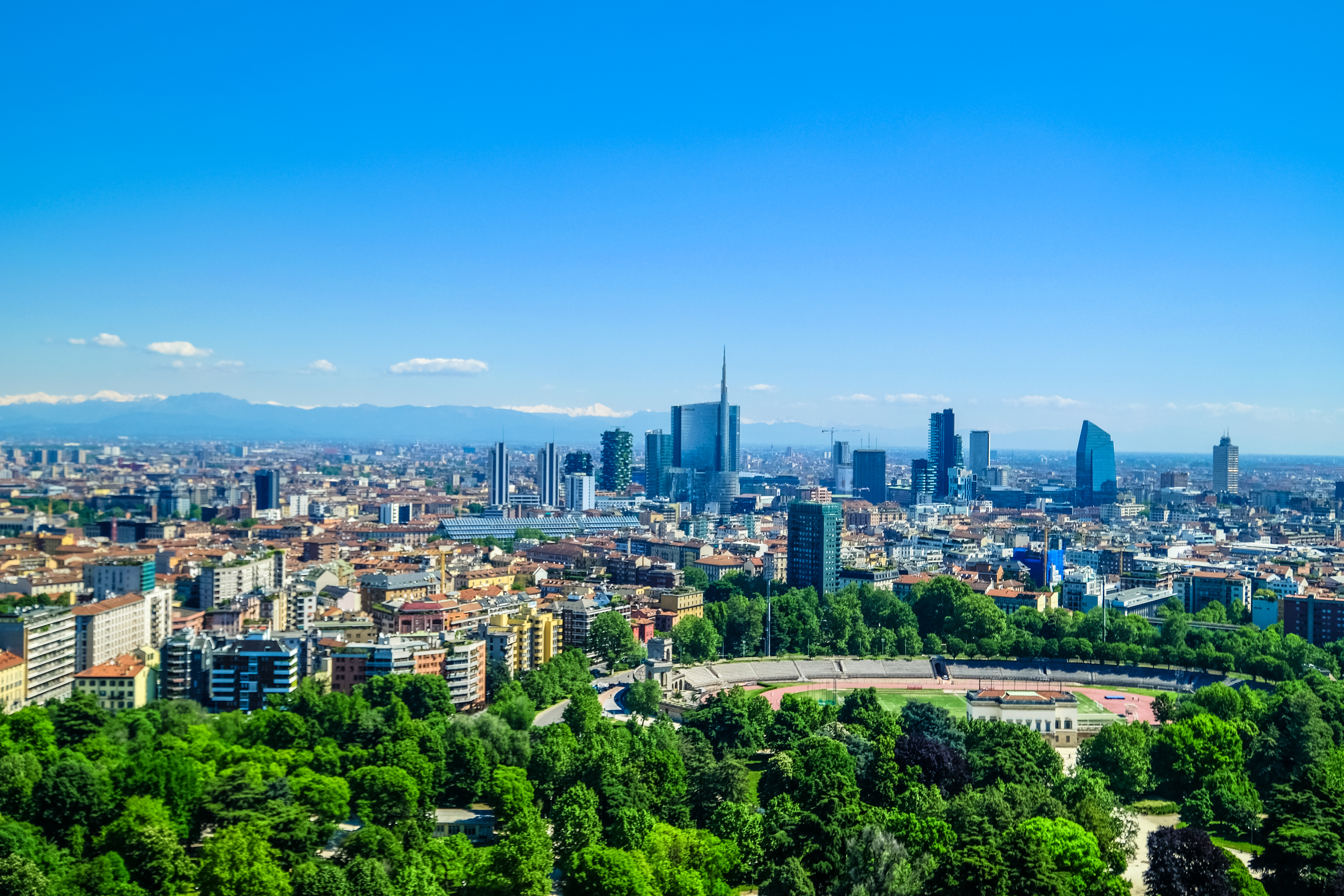
La Porta Nuova à Milan

- Milan
  - Porta Nuova
  - CityLife (Tre Torri)
- Naples, Centro direzionale
- Rome, EUR
- Brescia, Brescia Due
- Gênes, San Benigno

### Luxembourg
- Luxembourg, Kirchberg

### Pays-Bas
- Amsterdam, Damrak
- Rotterdam

### Pologne
- Varsovie

### Portugal
- Lisbonne
  - Parque das Nações
  - Amoreiras (pt)

### Royaume-Uni

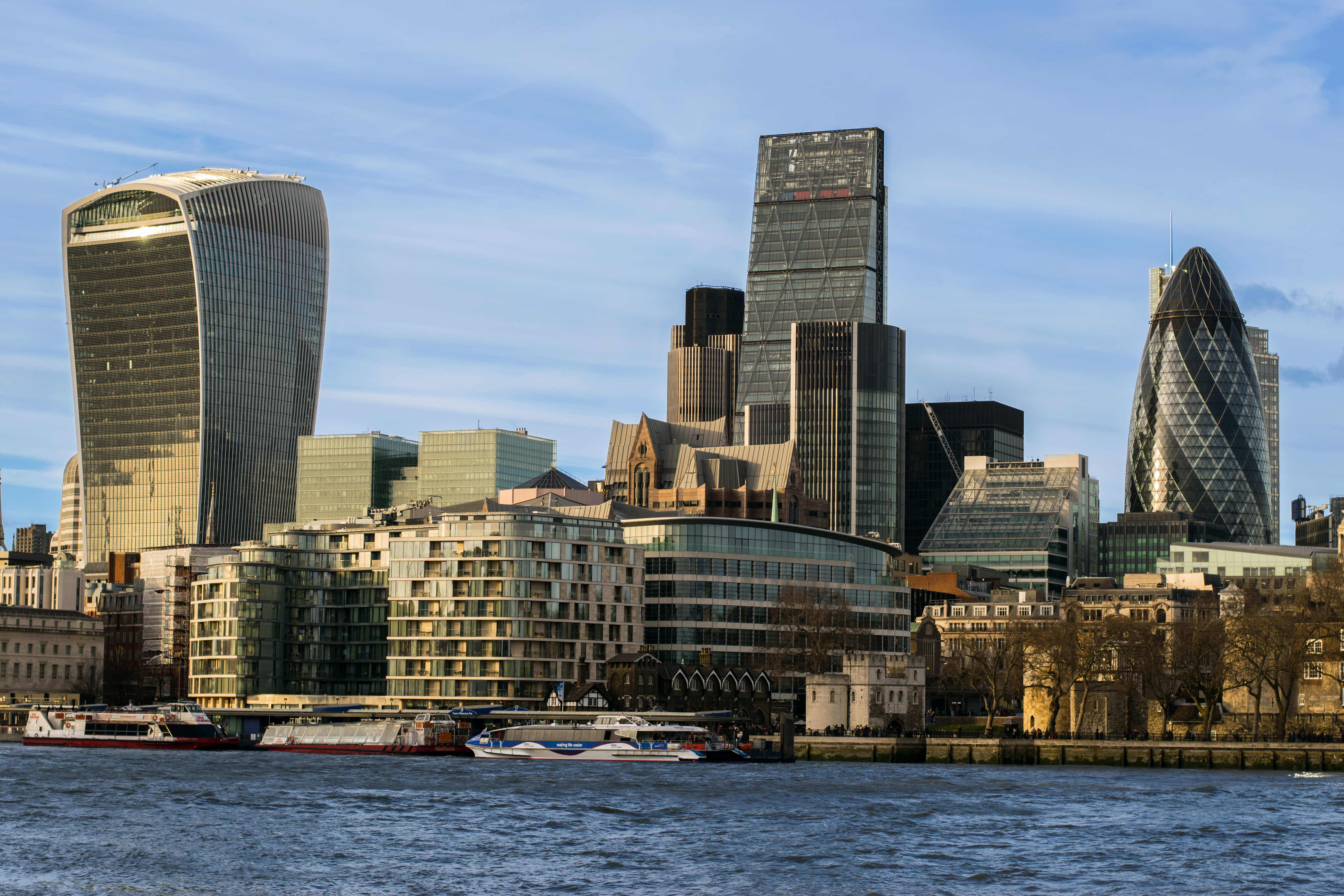
Vue sur les gratte-ciels de la cité de Londres

- Londres :
  - Canary Wharf
  - La City
  - Westminster

### Russie
- Moscou, Moskva-City

### Suisse
- Zürich, Paradeplatz

## Océanie
- Australie
- Perth
- Adélaïde
- Melbourne
- Sydney
- Brisbane
- Nouvelle Zélande
- Auckland
- Wellington